# Сон Ханбин
Сон Ханбин (кор. 성한빈; род. 13 июня 2001 года), более известный как Ханбин (кор. 한빈) — южнокорейский певец и танцор. Участник и лидер бой-бэнда Zerobaseone, наиболее известен по участию в реалити-шоу Mnet «Boys Planet» где занял второе место в финальном эпизоде.

## Ранняя жизнь
Сон родился 13 июня 2001 года в Чхонане, провинция Чхунчхон-Намдо. У него есть сестра, которая младше его на четыре года. Сон занимается уличными танцами в стиле вакинг и таттинг, которым он обучался со средней школы. Ранее Сон проходил обучение в Cube Entertainment. За это время он получил лицензию бариста, работая в кафе своей матери.
Он учился на факультете исполнительства в стиле К-поп в Институте медиа и искусств Донга.

## Карьера

### 2018—наст.время: Начинания в карьере,Boys Planetи дебют с Zerobaseone
Сон начал свою карьеру в качестве бэк-танцора в старшей школе, а в 2018 году он был частью танцевальной команды, которая выступала с Wanna One под их песню «Boomerang» на SBS Gayo Daejeon в Тэджоне. Он снова был замечен на церемонии MAMA Music Awards 2019 в качестве бэк-танцора в песне BTS «Dionysus».
В феврале 2023 года, как представитель своего лейбла Studio Gl1de, Сон принял участие в реалити-шоу на выживание «Boys Planet» и занял второе место, набрав 1.888.414 голосов. Ему было подтверждено место в финальной группе Zerobaseone, и вскоре, 11 мая, он был избран их лидером. 26 мая Wake One Entertainment подтвердили, что Zerobaseone дебютирует в июле 2023 года. 1 сентября Сон был объявлен новым ведущим шоу от Mnet M Countdown. 6 июня 2024 года Сон был объявлен новым рассказчиком I-Land 2.

## Дискография

### Синглы
| Название                                                                              | Год  | Наивысшая позиция | Альбом            |
| Название                                                                              | Год  | KOR               | Альбом            |
| ------------------------------------------------------------------------------------- | ---- | ----------------- | ----------------- |
| «Bad Boy»                                                                             | 2024 | —                 | Неальбомный сингл |
| "—" означает запись, которая не попала в чарты или не была выпущена в данном регионе. |      |                   |                   |

### Саундтреки
| Название                                                                              | Год  | Наивысшая позитция | Альбом                      |
| Название                                                                              | Год  | KOR                | Альбом                      |
| ------------------------------------------------------------------------------------- | ---- | ------------------ | --------------------------- |
| «Luv Luv Luv» (с Чо Юри)                                                              | 2023 | ―                  | Бесполезная ложь OST Part 5 |
| "—" означает запись, которая не попала в чарты или не была выпущена в данном регионе. |      |                    |                             |

## Фильмография

### Телешоу
| Год  | Название      | Роль       | Примечания                               | Ист.   |
| ---- | ------------- | ---------- | ---------------------------------------- | ------ |
| 2023 | Boys Planet   | Участник   | Занял второе место в составе Zerobaseone | [ 13 ] |
| 2024 | I-Land 2: N/a | Рассказчик | Part 2                                   | [ 14 ] |

### Веб-шоу
| Год  | Название          | Роль     | Ист.   |
| ---- | ----------------- | -------- | ------ |
| 2023 | Blossom with Love | Участник | [ 15 ] |

### Ведущий
| Год      | Название                         | Роль                                       | Ист.          |
| -------- | -------------------------------- | ------------------------------------------ | ------------- |
| 2023     | 8-я церемония Asia Artist Awards | с Кан Даниэлем и Чан Вонён                 | [ 16 ]        |
| 2023–н.в | M Countdown                      | с Чо Миён (2023), с Сохи и Джехёном (2024) | [ 17 ] [ 18 ] |